# 다원메닥스
주식회사 다원메닥스는 대한민국의 가속기 기반 붕소중성자포획치료(이하 BNCT) 시스템 개발 기업이다.

## 역사 및 현황
2024년 주관사를 NH투자증권,DB금융투자으로 상장할 예정이였으나 한국거래소가 상장예비심사(예심)를 기약 없이 오래 끌자 스스로 절차를 중단했다.